# Nosso Senhor dos Aflitos

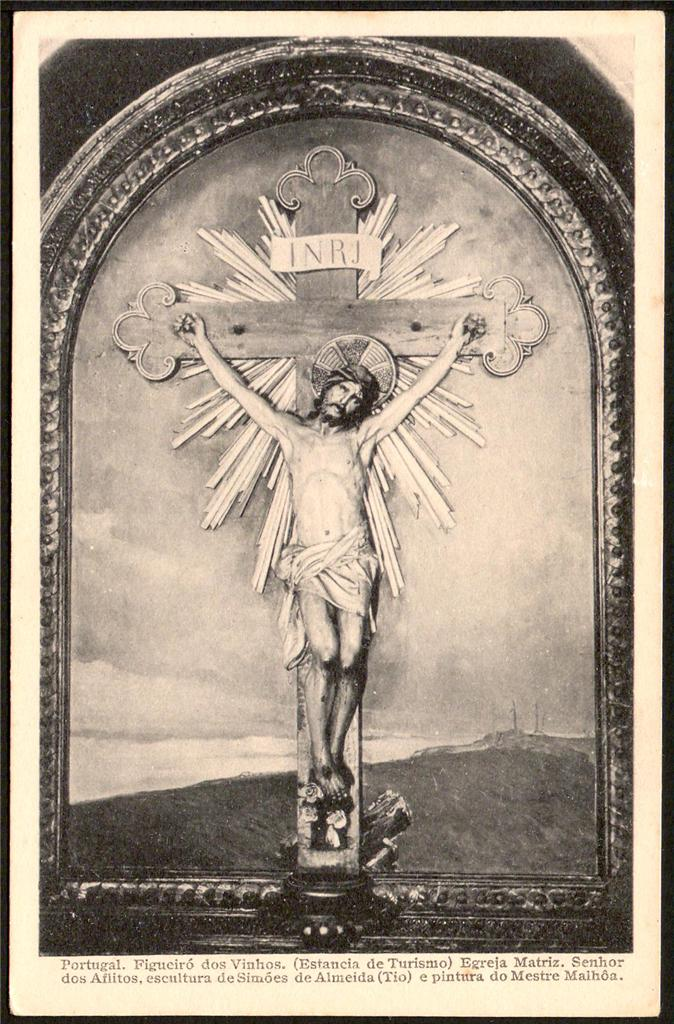
Senhor dos Aflitos, escultura de Simões de Almeida (tio) e pintura de José Malhoa (Figueiró dos Vinhos, Portugal).

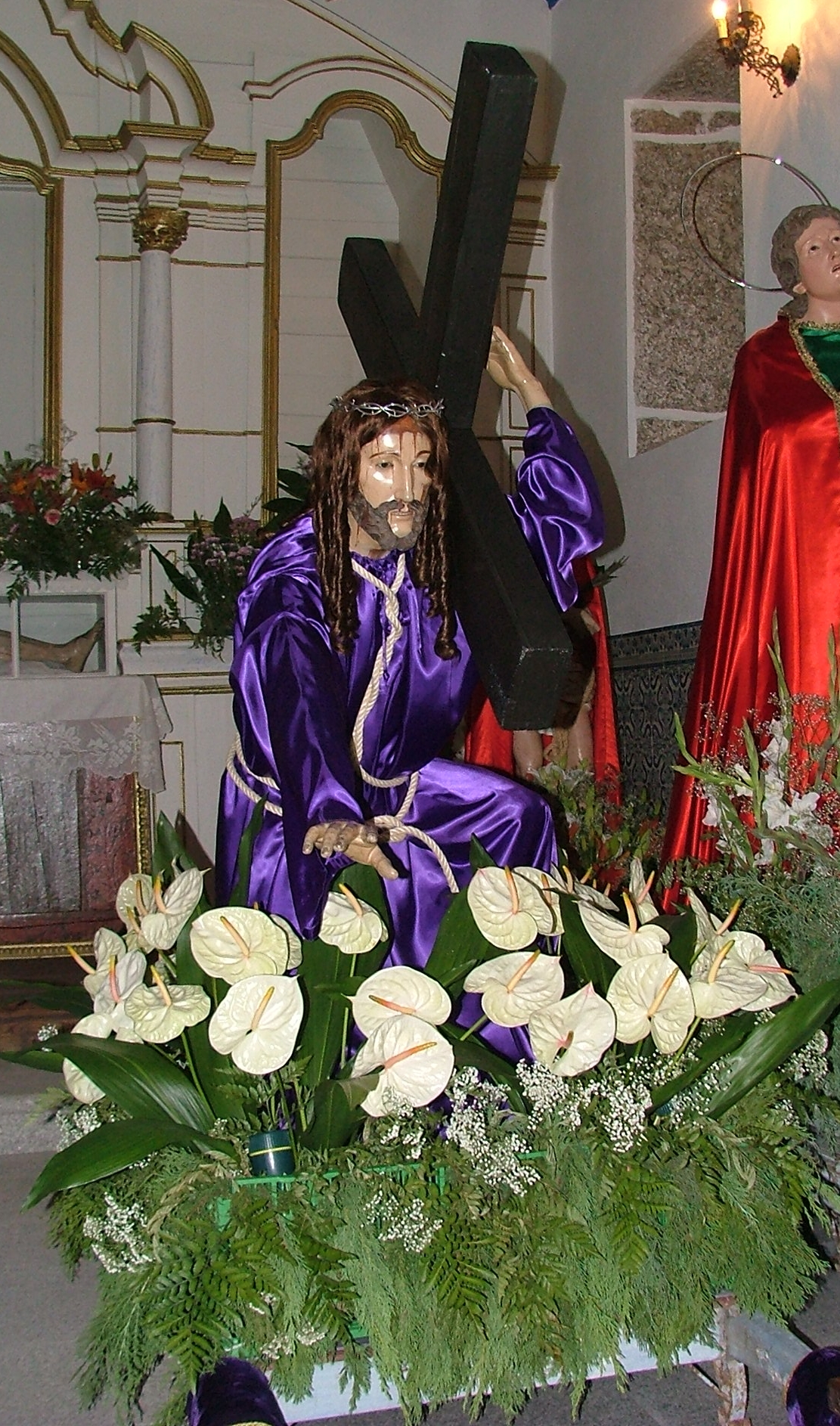
Nosso Senhor dos Aflitos na capela a si dedicada na aldeia de São Gião, Portugal.

Nosso Senhor dos Aflitos, ou simplesmente Senhor Jesus dos Aflitos e Senhor dos Aflitos, é uma invocação religiosa a Jesus Cristo e uma devoção especial na Igreja Católica a Ele dirigida, a qual faz memória à aflição sentida por Nosso Senhor desde sua condenação à morte no pretório, assim como durante a Sua Paixão e crucifixão no Monte Calvário, perto de Jerusalém.
Esta invocação é muito popular em alguns países como Portugal e Brasil, tendo dado origem a rica iconografia religiosa e a vários templos católicos.